# Елабужский, Михаил Степанович
Михаил Степанович Елабужский (27 октября 1869, село Халды, Малмыжский уезд, Вятская губерния — 19 сентября 1937, село Вавож, Вавожский район, Удмуртская АССР) — протоиерей Православной российской церкви, настоятель храма в селе Вавож (1912—1937).

## Биография
Родился в семье священника. Окончил Нолинское духовное училище (1883) и Вятскую духовную семинарию (1889).
Преподаватель в земском народном училище села Старые Зятцы Малмыжского уезда Вятской губернии (1890).
Обвенчан с дочерью священника Марией Михайловной Шерстенниковой.
Иерей в Свято-Троицком храме села Алнаши Елабужского уезда (1891), инородческий миссионер 3-го благочиния (1893).
Настоятель храма святого Александра Невского в селе Удугучин Малмыжского уезда (1895), создатель местного Общества трезвости (1896), заведующий церковно-приходской и воскресной школой для взрослых, товарищ председателя пастырского собрания Вятской епархии, председатель епархиального съезда (1906), член Николаевского братства и Вятской ученой архивной комиссии (1907).
По решению церковного суда за участие в политических митингах переведён в Свято-Троицкий храм села Вагино Слободского уезда (1908).
Настоятель храма святителя Николая Чудотворца в селе Вавож Малмыжского уезда, законоучитель в трёх уездных школах (1912), один из создателей Вавожского сельскохозяйственного общества.
Снята судимость (1916), гласный губернского земского собрания, председатель епархиального пастырско-мирянского съезда (1917).
В 1917—1918 годах член Поместного Собора Православной Российской Церкви по избранию как клирик от Вятской епархии, участвовал в 1-2-й сессиях, член V, VII, VIII, IX отделов.
В 1918 году за неуплату определённого сельским комбедом налога арестован на 6 дней.
В 1919 и 1922 годах член епархиальных собраний в городе Сарапул.
В 1920 году волостной инструктор на всероссийской сельскохозяйственной переписи.
С 1921 года протоиерей. Был арестован на 3 недели за преподавание детям Закона Божия.
В 1923 году делегат Первого обновленческого собора («умеренный тихоновец»).
В 1924 году награждён палицей. Семь раз отказывался от предложений перейти настоятелем в городские храмы.
С 1926 года окружной благовестник Ижевской и Удмуртской епархии.
С 1929 года благочинный 3-го округа.
Похоронен на вершине Вавожской горы.
В 2015 году Комиссия по канонизации святых Сарапульской епархии начала собирать сведения о его жизни, подвигах, чудотворении и почитании в народе.

## Сочинения
- С церковного Собора (1917) // ГА Кировской обл. Ф. 170. Оп. 1. Д. 407. Л. 19-24.
- Заявление во ВЦИК (1930) // ЦГА Удмуртской Республики. Ф. Р-380. Оп. 2. Д. 260. Л. 3.
- Беседа к простому народу по поводу приближения холеры // Вятские епархиальные ведомости. 1892. № 6.
- Паломничество как промысел // Церковный вестник. 1893. № 26.
- Боги некрещеных вотяков Елабужского у.; Поверья некрещеных вотяков Елабужского уезда о злых духах и колдунах // Вятские епархиальные ведомости. 1894. № 13, 20.
- К демонологии некрещеных вотяков Елабужского у. // Вятские губернские ведомости. 1894. № 85.
- Моления некрещеных вотяков Елабужского у.; Обряды некрещеных вотяков Елабужского у. при погребении и поминовении умерших // Вятские епархиальные ведомости. 1895. № 15, 19.
- О беседе св. Иоанна Златоустого на 4-й псалом; Путешествие учениц; Церковно-школьное торжество в селе Удугучине // Вятские епархиальные ведомости. 1900. № 3, 23.
- Школьное просвещение в Удугучинском приходе Малмыжского у.; Библиотеки Удугучинского прихода // Вятские епархиальные ведомости. 1901. № 2, 15, 22.
- Поучения для инородцев. Вятка, 1901.
- Пользование русским и вотскими языками в деле просвещения вотяков // Вятские епархиальные ведомости. 1902. № 11.
- Крепость вотского язычества // Вятские епархиальные ведомости. 1903. № 2-3.
- О Вышинском подвижнике (к 10-летию кончины еп. Феофана); В защиту инородцев // Вятские епархиальные ведомости. 1904. № 2-3, 24.
- В защиту инородцев // Вятские епархиальные ведомости. 1905. № 24.
- О новых изданиях на вотском языке; Проект суда чести, составленный по поручению Пастырского собрания // Вятские епархиальные ведомости. 1906. № 17, 34.
- Реформа богослужения; О новом курсе политической экономии // Епархиальные отголоски. 1906. № 50-52, 69/70.
- К батюшке Серафиму. К., 1913.
- Пожертвования; Вавож; Собрание Кредитного товарищества; Открытие народного дома; Уездный съезд сельских кооператоров // Крестьянская сельскохозяйственно-техническая газета. 1914. № 44; 1915. № 6, 17, 25, 27.
- И мы доросли до республики // Малмыжская жизнь. 1917. 6 марта.
- При открытии народного дома // Духовная беседа. 1917. № 7.
- Речь на экстренной сессии Малмыжского уездного земства // Шумилов Е. Вавож. «Утоли моя печали». История православного села и его святынь, 1751—1999. Ижевск, 1999.
- Протоиерей Михаил Стефанович Елабужский. Жизнь в дневниках. Ижевск, 2015.